# Vivaldo Martini
Pour les articles homonymes, voir Martini.
Vivaldo Martini, né le 11 novembre 1908 à Bellinzone dans le canton du Tessin et mort en mai 1990 à Genève, est un artiste peintre et professeur de peinture suisse.

## Biographie

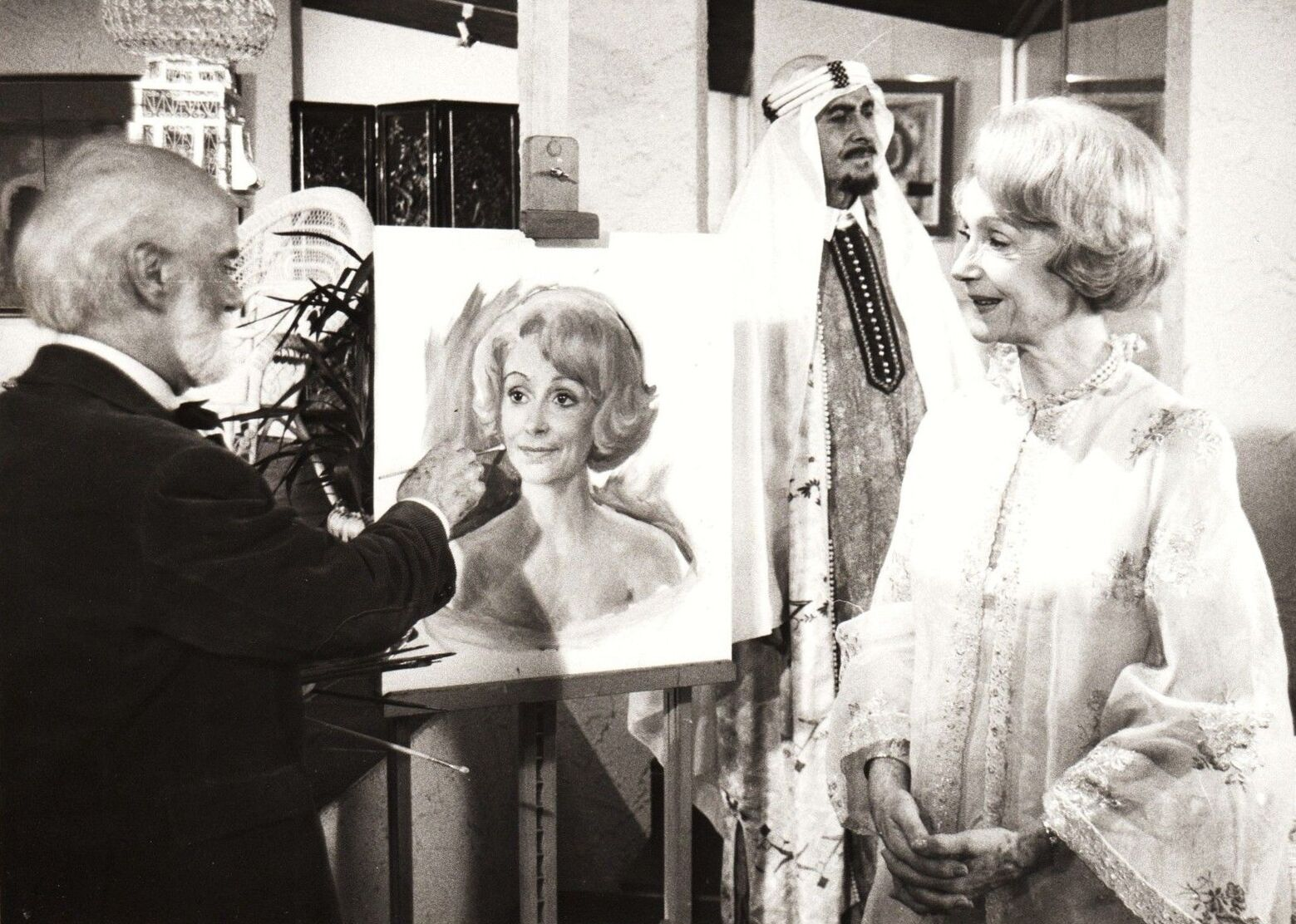
Vivado Martini avec Gisèle Casadesus dans la série Les dames de cœur jouant le rôle d'un peintre

Vivaldo Martini a fréquenté l'académie des beaux-arts de Bologne puis la Haute École d'art et de design Genève.
Il a exposé ses œuvres principalement en Italie, Suisse, Allemagne et en Israël.
En 1968, Vivaldo Martini part aux États-Unis, en  tant que membre de la mission des artistes Génevois avec Henry Meylan afin de promouvoir les Arts de Genève. À cette occasion, Vivaldo Martini a offert un portrait de  Robert Kennedy à l'ambassadeur Roger Tubby (en).
Vivaldo Martini créé un atelier qui forme des artistes comme Jean-Pierre Colinge, Geneviève Paris notamment.
En 1980, Vivaldo Martini joue dans le cinquième épisode de la série Les dames de cœur, intitulé Un amour d’émir, où il interprète le rôle d'un peintre réalisant le portrait du personnage joué par Gisèle Casadesus.

## Œuvres notables
- La série de 4 tableaux portraits ovales de Anna Eynard-Lullin, Jean-Gabriel Eynard, Adélaïde Sara Pictet de Rochemont et Charles Pictet de Rochemont d’après des portraits du XIXe et du XVIIIe siècle.
- Portrait du luthier vosgien Jean-Baptiste Vuillaume exposé au Musée de la lutherie et de l'archèterie française de Mirecourt[8].
- Le tableau « Phèdre et Ariane au griffon au palais de Cnossos », datée de 1981[9]
- Le tableau intitulé Genève, rue de l'avenir conservé au Centre d'iconographie genevoise[10].
- Le portrait de Robert F. Kennedy qui a été offert à l'ambassadeur américain Roger Tubby (en)[5].